# Équipe du Pérou féminine de volley-ball
L'équipe du Pérou féminine de volley-ball est composée des meilleures joueuses péruviennes sélectionnées par la Fédération péruvienne de volley-ball (Federación Peruana de Voleibol, FPV). Elle est actuellement classée au 28e rang de la Fédération internationale de volley-ball au 10 juillet 2022.
La décennie 1980 est fastueuse pour la sélection sud-américaine avec des podiums tant aux J.O. qu'aux Mondiaux. Après avoir échoué en petite finale à Los Angeles (4e), les Péruviennes décrochent la médaille d'argent à Séoul (perdant seulement 17-15 au 5e set contre les invincibles Soviétiques). Ce podium est précédé par deux autres aux Mondiaux 1982 et 1986.
Aujourd'hui, la sélection tente de redevenir compétitive et de retrouver le haut niveau international.

## Sélection 2010
Sélection pour les Qualifications aux championnats du Monde de 2010.

Entraîneur :  Cheol Yong Kim ; entraîneur-adjoint :  Natalia Málaga

## Palmarès et parcours

### Palmarès
- Jeux Olympiques
  - Finaliste : 1988
- Championnat du monde
  - Finaliste : 1982
  - Troisième : 1986
- Championnat d'Amérique du Sud (12)
  - Vainqueur : 1964, 1967, 1971, 1973, 1975, 1977, 1979, 1983, 1985, 1987, 1989, 1993
  - Finaliste : 1958, 1961, 1962, 1969, 1981, 1991, 1995, 1997, 2003, 2005, 2007, 2015
  - Troisième : 1951, 1956, 1999, 2009, 2011, 2013, 2017, 2019
- Jeux panaméricains
  - Finaliste : 1967, 1971, 1975, 1979, 1987
  - Troisième : 1959, 1953, 1991

### Parcours

#### Jeux olympiques
| - 1964 : Non qualifiée - 1968 : 4e - 1972 : Non qualifiée - 1976 : 7e - 1980 : 6e - 1984 : 4e - 1988 : Finaliste - 1992 : Non qualifiée - 1996 : 11e - 2000 : Non qualifiée | - 2004 : Non qualifiée - 2008 : Non qualifiée - 2012 : Non qualifiée - 2016 : Non qualifiée - 2021 : Non qualifiée - 2024 : Non qualifiée |

#### Championnats du monde
| - 1952 : Non participante - 1956 : Non participante - 1960 : 7e - 1962 : Non participante - 1967 : 4e - 1970 : 15e - 1974 : 8e - 1978 : 10e - 1982 : Finaliste - 1986 : 3e | - 1990 : 6e - 1994 : 13e - 1998 : 11e - 2002 : Non qualifiée - 2006 : 17e - 2010 : 15e - 2014 : Non qualifiée - 2018 : Non qualifiée - 2022 : Non qualifiée |

#### Championnat d'Amérique du Sud
| - 1951 : 3e - 1956 : 3e - 1958 : Finaliste - 1961 : Finaliste - 1962 : Finaliste - 1964 : Vainqueur - 1967 : Vainqueur - 1969 : Finaliste - 1971 :Vainqueur - 1973 : Vainqueur | - 1975 : Vainqueur - 1977 : Vainqueur - 1979 : Vainqueur - 1981 : Finaliste - 1983 : Vainqueur - 1985 : Vainqueur - 1987 : Vainqueur - 1989 : Vainqueur - 1991 : Finaliste - 1993 : Vainqueur | - 1995 : Finaliste - 1997 : Finaliste - 1999 : 3e - 2001 : Non qualifiée - 2003 : Finaliste - 2005 : Finaliste - 2007 : Finaliste - 2009 : 3e - 2011 : 3e - 2013 : 3e | - 2015 : Finaliste - 2017 : 3e - 2019 : 3e - 2021 : 4e - 2023 : 5e |

#### Grand Prix
| - 1993 : Non qualifiée - 1994 : 11e - 1995 : Non qualifiée - 1996 : Non qualifiée - 1997 : Non qualifiée - 1998 : Non qualifiée - 1999 : Non qualifiée - 2000 : Non qualifiée - 2001 : Non qualifiée - 2002 : Non qualifiée | - 2003 : Non qualifiée - 2004 : Non qualifiée - 2005 : Non qualifiée - 2006 : Non qualifiée - 2007 : Non qualifiée - 2008 : Non qualifiée - 2009 : Non qualifiée - 2010 : Non qualifiée - 2011 : 16e - 2012 : Non qualifiée | - 2013 : Non qualifiée - 2014 : 18e - 2015 : 22e - 2016 : 23e - 2017 : 21e |

#### Coupe du monde
| - 1973 : 4e - 1977 : 5e - 1981 : Non qualifiée - 1985 : 5e - 1989 : 5e - 1991 : 5e - 1995 : 10e - 1999 : 10e - 2003 : Non qualifiée - 2007 : 11e | - 2011 : Non qualifiée - 2015 : 11e - 2019 : Non qualifiée |

#### World Grand Champions Cup
| - 1993 : 6e - 1997 : Non qualifiée - 2001 : Non qualifiée - 2005 : Non qualifiée - 2009 : Non qualifiée - 2013 : Non qualifiée - 2017 : Non qualifiée |

#### Jeux Panaméricains
| - 1955 : Non qualifié - 1959 : 3e - 1963 : 4e - 1967 : Finaliste - 1971 : Finaliste - 1975 : Finaliste - 1979 : Finaliste - 1983 : 3e - 1987 : Finaliste - 1991 : 3e | - 1995 : 5e - 1999 : 6e - 2003 : 7e - 2007 : 4e - 2011 : 6e - 2015 : 7e - 2019 : 6e - 2023 : Non qualifié |

#### Coupe panaméricaine
| - 2002 : Non qualifié - 2003 : Non qualifié - 2004 : Non qualifié - 2005 : Non qualifié - 2006 : 6e - 2007 : 7e - 2008 : 7e - 2009 : 5e - 2010 : Finaliste - 2011 : 8e - 2012 : 7e - 2013 : 8e | - 2014 : 9e - 2015 : 9e - 2016 : 9e - 2017 : 4e - 2018 : 8e - 2019 : 7e - 2021 : Non qualifiée - 2022 : 7e - 2023 : 6e |

## Joueuses majeures
- Gabriela Pérez del Solar